# Akira S e As Garotas Que Erraram
Akira S e As Garotas Que Erraram est un groupe brésilien de post-punk et rock alternatif, originaire de São Paulo, État de São Paulo, actif entre 1984 et 1989, puis entre 2005 et 2019. Le groupe est formé par Akira S et Pedreira Antunes (alias Alex Antunes), et connu pour son expérimentalisme et son utilisation pionnière de son instrumentation électronique de la pop brésilienne, ainsi que pour ses paroles inhabituelles.

## Histoire
Le groupe est formé en 1984, dans la fertile scène post-punk de São Paulo, par le parolier, chanteur et journaliste Pedreira Antunes (alias Lex Lilith et Alex Antunes), qui a rencontré le bassiste et compositeur de musique électronique Akira S lorsque son groupe précédent, N° 2, était en train de se séparer. Ils partagent un intérêt pour des groupes allant de la musique progressive la plus audacieuse des années 1970, comme King Crimson, aux groupes populaires de new wave comme Duran Duran, en passant par le groove de bassistes de funk des années 1970 comme Larry Graham et de disco mutante comme Bill Laswell (Material). Outre la programmation précoce sur un ordinateur MSX, les synthétiseurs et les rythmes électroniques MIDI interconnectés (dont l'utilisation a suscité beaucoup d'inquiétude chez les techniciens du son peu habitués de l'époque dans les boîtes de nuit et les théâtres), Akira est également l'un des précurseurs au Brésil de l'instrument de type tactile, le stick. Ils se distinguent également par l'usage de sons préenregistrés sur des cassettes, anticipant ainsi les samples.
Akira S se rend compte que les cassettes et la basse ne suffisent pas à obtenir le résultat rythmique souhaité et invite le batteur Edson X, qui se fera connaître plus tard comme membre du groupe Gueto et comme producteur de musique électronique.
Après une brève période d'anti-sectarisme guitaristique affiché (où il y avait même deux basses, la seconde jouée par Anna Ruth, issue du N° 2, puis passée à Cabine C) ainsi que des claviers et des percussions acoustiques et électroniques), le groupe se lance dans un flirt déterminé avec les cordes de Voluntários da Pátria, sur les guitares de Miguel Barella et de Giuseppe « Frippi » Lenti. La scène de São Paulo se développe, créant un circuit de plus d'une douzaine de salles underground, comme Carbono 14, Madama Satã, Rose Bom Bom, Val-Improviso et Aeroanta, ainsi que les théâtres Lira Paulistana, qui ouvrent leurs portes au post-punk, et la salle Adoniran Barbosa du CCSP, qui devient un point de référence pour la scène. À Rio de Janeiro, le groupe a l'occasion de se produire dans des festivals comme celui du Parque Lage.
Frippi est un membre officiel du groupe pendant la période qui marque l'enregistrement du (seul) album homonyme (en 1987), publié par Baratos Afins, qui reste inédit en CD. Frippi et Barella participent également à divers concerts et enregistrements, dont le premier enregistrement phonographique du groupe, le LP Não São Paulo I de 1985. Le sous-titre Sobre as Pernas (un morceau de Não São Paulo ), avec des apparitions spéciales d'André Jung (Ira!) aux percussions et de l'Allemand Holger Czukay (un membre de Can, en visite à São Paulo et recruté par Barella pour l'enregistrement), est largement diffusé sur les stations de radio rock de São Paulo 89 et 97 FM, ainsi que sur Fluminense FM, A Maldita, à Rio de Janeiro. Le groupe enregistre également des programmes télévisés, tels que Clip Trip de TV Gazeta et Mixto Quente de Globo TV, mais dans les deux cas, leur performance est jugée gênante et leurs apparitions sont supprimées des éditions. Un réenregistrement d'un morceau de leur album, le morceau Atropelamento e Fuga, par Skowa e a Mafia, devient un succès national en 1988.

## Influences
Le groupe est influencé par la scène internationale, en particulier le punk-funk et la no wave new-yorkaise. En raison de leur mélange d'instruments électriques et électroniques et de leur exploration des timbres et des textures dans les passages instrumentaux, ils peuvent également être considérés comme un précurseur brésilien du post-rock.

## Discographie

### Albums studio
- 1987 : Akira S e As Garotas Que Erraram

### Apparitions sur compilations
- 1985 : Não São Paulo (morceaux Sobre As Pernas et Swing Basses Series I (Eu Dirijo O Carro Bomba))
- 1989 : Sanguinho Novo... Arnaldo Baptista Revisitado (morceau Sanguinho Novo)
- 2005 : Não Wave - Brazilian Post Punk 1982-1988 (morceaux O Futebol et Sobre As Pernas)
- 2005 : The Sexual Life of the Savages (morceaux Sobre As Pernas et Eu Dirijo O Carro Bomba)
- 2008 : EspectroS Post Punk / Dark Wave Brasil  (morceau Grito Em Hora Redonda)
- 2008 : CD Rock Poster - 12 Bandas Que Marcaram Época  (morceau Atropelamento e Fuga)